# Eremopola faroulti
Eremopola faroulti är en fjärilsart som beskrevs av Rothschild 1920. Eremopola faroulti ingår i släktet Eremopola och familjen nattflyn. Inga underarter finns listade i Catalogue of Life.